# Flint Firebirds
Die Flint Firebirds sind ein US-amerikanisches Eishockeyfranchise aus Flint, Michigan. Das Team spielt seit der Saison 2015/16 in der Ontario Hockey League (OHL), einer der drei höchsten kanadischen Juniorenligen, und trägt seine Heimspiele im Dort Federal Credit Union Event Center aus.

## Geschichte

### Umzug nach Flint
Im Januar 2015 verkaufte Peter Karmanos das Franchise der Plymouth Whalers, dessen Besitzer er 25 Jahre lang war, an das Unternehmen IMS Hockey bzw. den neuen Eigentümer Rolf Nilsen. Im Februar gleichen Jahres stimmte die OHL dem Umzug des Teams nach Flint zu. Bei der Wahl eines Teamnamens gab die OHL direkt bekannt, dass eine Rückkehr zum Spitznamen Generals (es existierten bereits zwei Franchises namens Flint Generals) nicht möglich sei, da die Liga mit den Oshawa Generals bereits ein Team mit diesem Spitznamen hat. Im Endeffekt entschied man sich für die Firebirds, wobei auch Force, Fury, Nationals, Pride, Spark Plugs, Sparks, United und Vikings in der engeren Auswahl standen.
Erster Trainer wurde der ehemalige NHL-Profi John Gruden, während das Dort Federal Credit Union Event Center als Heimstätte fungiert.

### Kontroversen um Eigentümer Rolf Nilsen
Bereits wenige Wochen nach Beginn der Debütsaison, im November 2015, erntete das Team überregionale Aufmerksamkeit. Eigentümer Rolf Nilsen soll Cheftrainer Gruden unter Druck gesetzt haben, um seinem Sohn Håkon Nilsen mehr Spielzeit zu verschaffen. In der Folge habe das Trainerteam die Mannschaft (mit Ausnahme von Håkon Nilsen) vor dem nächsten Spiel gegen Oshawa über entsprechende Veränderungen informiert, sodass Nilsen in diesem Spiel auf 17 Minuten Eiszeit kam. Trotzdem entließ Rolf Nilsen im Anschluss an die Partie das gesamte Trainerteam, mit der Folge, dass die Mannschaft (Håkon Nilsen eingeschlossen) ihre Trikots in Nilsens Büro auf den Boden warf, um somit ihren Protest kundzutun bzw. einen Streik anzukündigen. Zudem gaben die Spieler bekannt, dass sie erst zurückkehrten, wenn die Trainer dies ebenfalls dürfen. Cheftrainer Gruden selbst gab direkt nach dem Spiel bekannt, dass die Spielzeit von Håkon Nilsen nicht Grund für die Entlassung sei. Anderen Berichten zufolge zog sich der Streit darum bereits seit Wochen hin.
Bereits am Tag nach der Entlassung stellte Rolf Nilsen das gesamte Trainerteam wieder ein, entschuldigte sich bei ihnen ebenso wie bei den Spielern und sprach von einem „unverantwortlichen Fehler“. Darüber hinaus wurden die Verträge der Trainer um jeweils drei Jahre verlängert. Außerdem unterzeichnete Nilsen eine Vereinbarung mit der OHL, dass er sich nicht in sportliche Angelegenheiten einmischen sowie den Trainerstab nicht entlassen würde, ohne zuvor die OHL zu konsultieren.
Um die Auflagen der Vereinbarung zu umgehen, stellte Nilsen wenig später den früheren NHL-Profi Sergei Charin als Berater ein, um weiterhin Einfluss auf sportliche Entscheidungen zu haben. So soll Kharin den Transfer von Connor Chatham zu den Windsor Spitfires ohne Rücksprache mit General Manager Terry Christensen abgewickelt haben, in dessen Folge es zum Streit kam und Christensen entlassen sowie später in anderer Funktion wieder eingestellt wurde. Am 17. Februar 2016 wurde der Trainerstab um John Gruden ein weiteres Mal entlassen und durch Charin als Interimstrainer ersetzt. Daraufhin intervenierte die OHL, suspendierte Nilsen und Charin auf unbestimmte Zeit und installierte Joe Stefan als Interimstrainer, der bereits zuvor für die Plymouth Whalers aktiv gewesen war. Zudem ordnete die Liga eine Untersuchung der Vorkommnisse durch einen unabhängigen Gutachter sowie eine ausführliche Beratung und Betreuung der Spieler und deren Familien auf Kosten des Franchise an.
Im April 2016 sprach die OHL als Ergebnis der Untersuchung eine Geldstrafe von 250.000 US-Dollar sowie eine fünfjährige Sperre gegen Nilsen aus, der sich in dieser Zeit weder direkt noch indirekt in sportliche Belange des Franchise einmischen darf. Sollte dieser gegen die Auflage verstoßen, würde die Liga ihn anweisen, seine Eigentumsrechte am Team zu verkaufen. Ferner wurde den Firebirds ihr Erstrunden-Wahlrecht im anstehenden OHL-Draft entzogen. Das Franchise steht seither unter der kommissarischen Leitung der OHL, die George Burnett als General Manager und Ryan Oulahen als Cheftrainer installierte.

## Saisonstatistik
Abkürzungen: GP = Spiele, W = Siege, L = Niederlagen, OTL = Niederlagen nach Overtime, SOL = Niederlagen nach Shootout, Pts = Punkte, GF = Erzielte Tore, GA = Gegentore
| Saison  | GP  | W  | L  | OTL | SOL | GF  | GA  | Pts | Platzierung (Division) | Playoffs                                                                              |
| 2015/16 | 68  | 20 | 42 | 4   | 2   | 184 | 279 | 46  | 5. (West)              | nicht qualifiziert                                                                    |
| 2016/17 | 68  | 32 | 28 | 3   | 5   | 229 | 242 | 72  | 3. (West)              | Niederlage im Conference-Viertelfinale, 1:4 (Sault Ste. Marie)                        |
| Gesamt  | 136 | 52 | 70 | 7   | 7   | 413 | 521 | 118 |                        | 1 Playoff-Teilnahme 1 Serien: 0 Siege, 1 Niederlagen 5 Spiele: 1 Siege, 4 Niederlagen |